# Mariä Himmelfahrt (Stetten ob Lontal)

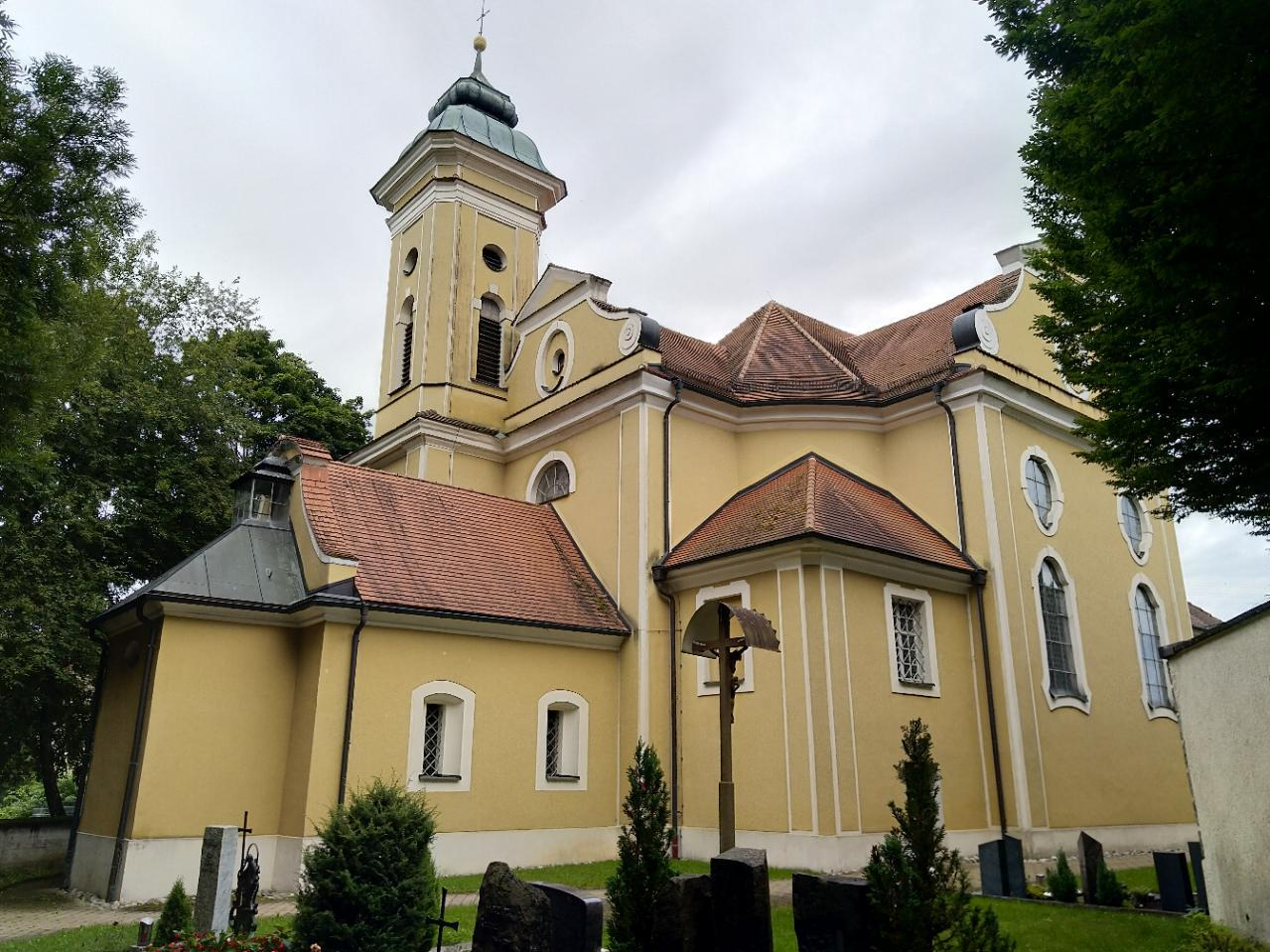
Mariä Himmelfahrt in Stetten

Die römisch-katholische Wallfahrtskirche mit einer Schwarzen Madonna und Pfarrkirche Mariä Himmelfahrt ist ein geschütztes Kulturdenkmal nach dem Denkmalschutzgesetz und ein UNESCO-Welterbe. Sie steht in Stetten ob Lontal, einem Wohnbezirk von Niederstotzingen im Landkreis Heidenheim in Baden-Württemberg. Die Kirchengemeinde gehört zum Katholischen Dekanat Heidenheim in der Diözese Rottenburg-Stuttgart.

## Beschreibung
Der kreuzförmige Zentralbau wurde 1729–33 nach einem Entwurf von Christian Wiedemann erbaut. Zwischen den mit Volutengiebeln versehenen Kreuzarme befinden sich niedrige Kapellen. Der Kirchturm steht vor dem nördlichen Kreuzarm. Der Stuck an der Decke des Innenraums wird Melchior Paulus zugeschrieben. Beherrschend ist ein Fresko von Johann Georg Wolcker, das Mariäs Aufnahme in den Himmel zeigt. Sie wurde 1888/89 unter Joseph Cades restauriert. Dabei wurden zur Kirchenausstattung ein neuer Hochaltar im Stil der Neorenaissance und eine neue Kanzel mit einem von Engeln bevölkerten Schalldeckel aufgestellt. 1977/78 erfolgte die Restaurierung des Innenraums. Außerdem wurden im Glockenstuhl vier neue Kirchenglocken eingebaut. Die Orgel wurde 1871 als Opus 57 von der Giengener Orgelmanufaktur Gebr. Link errichtet. Sie umfasst acht Register auf zwei Manualen und Pedal. 2008 erfolgte eine Überholung.